# Duki
Мауро Эзекиль Ломбардо (Mauro Ezequiel Lombardo; родился 24 июня 1996 года) — аргентинский рэпер и автор-исполнитель, известный под профессиональным псевдонимом как Duki. Он является главным голосом латинского трэпа в Аргентине, благодаря многочисленным хитам на своих синглах и особому стилю голоса и постановки.
Номинант нескольких наград, включая Латинскую Грэмми, Premios Gardel, MTV Europe Music Awards.

## Биография
Мауро Эзекиль Ломбардо родился 24 июня 1996 года в Альмагро (один из районов Буэнос-Айреса, Аргентина). Сын юриста Сандры Вивианы Кироги и графического дизайнера Гильермо Луиса Ломбардо, он имеет двух братьев и сестёр — Науэля, звукорежиссёра, и Канделу. Выросший в Ла-Патерне, он получил сильное музыкальное влияние благодаря своим родителям, которые слушали аргентинский рок, сальсу, диско и латинскую поп-музыку. Его мать была последовательницей исполнителя Алехандро Санса, а отец — поклонником групп Queen и Virus. С другой стороны, его брат Науэль был поклонником Чарли Гарсии и Луиса Альберто Спинетты. В раннем подростковом возрасте Ломбардо начал интересоваться панк-роком, будучи активным слушателем Linkin Park, и хип-хопом, благодаря Эминему и 50 Cent, что привело к тому, что он начал смотреть рэп-баттлы, которые имели большое подпольное распространение в Аргентине.

## Дискография
- Súper Sangre Joven (2019)
- Desde el Fin del Mundo (2021)
- Antes de Ameri (2023)
- Ameri (2024)

## Награды и номинации
| Год  | Награда                 | Категория                     | Номинированная работа      | Результат | Ссылка |
| ---- | ----------------------- | ----------------------------- | -------------------------- | --------- | ------ |
| 2018 | MTV Europe Music Awards | Best Latin America South Act  | —                          | Номинация | [ 12 ] |
| 2018 | Martín Fierro Awards    | Best Musical Artist           | —                          | Номинация | [ 13 ] |
| 2019 | Premios Gardel          | Best Urban/Trap Song or Album | «Si Te Sentís Sola»        | Номинация | [ 14 ] |
| 2019 | Premios Gardel          | Best Urban/Trap Collaboration | «Sin Culpa»                | Номинация | [ 14 ] |
| 2020 | Premios Gardel          | Best Urban/Trap Song or Album | «Tumbando el Club (remix)» | Номинация | [ 15 ] |
| 2020 | Premios Gardel          | Best Urban/Trap Collaboration | «Tumbando el Club (remix)» | Номинация | [ 15 ] |
| 2020 | Latin Grammy Awards     | Best Urban Fusion/Performance | «Hablamos Mañana»          | Номинация | [ 16 ] |
| 2020 | Latin Grammy Awards     | Best Rap/Hip Hop Song         | «Goteo»                    | Номинация | [ 16 ] |
| 2021 | Premios Gardel          | Best Urban/Trap Collaboration | «Goteo (remix)»            | Номинация | [ 17 ] |